# جيمس فاولر مكينلي
جيمس فاولر مكينلي (بالإنجليزية: James Fuller McKinley)‏ هو عسكري أمريكي، ولد في 22 فبراير 1880 في سان فرانسيسكو في الولايات المتحدة، وتوفي في 17 يناير 1941 في سان أنطونيو في الولايات المتحدة.